# Regatul León
Regatul León (în spaniolă:Reino de León, în limba asturiană sau leoneză Reinu de Llión,în limba galiciană Reino de León, în portugheză:Reino de Leão, în latina: Regnum Legionense) a fost un regat independent situat în nord-vestul Peninsulei Iberice
Regatul León își trage originea din împărțirea Regatului Asturiei condus de Alfonso al III-lea.
El a luat ființă în urma revoltei nobililor conduși de contele de Castilia, Nuño Fernández, care urmăreau eliberarea fiului cel mare al regelui Alfonso, Garcia. Răscoala a fost sprijinită și de regina Jimena și de ceilalți fii ai lui Alfonso, Fruela și Ordoño.Pentru a evita un război civil, Alfonso al III-lea s-a înduplecat și l-a eliberat pe Garcia, apoi a abdicat și s-a retras la Zamora împreună cu soția sa Jimena, împărțindu-și regatul între cei trei fii majori:
- Garcia, fiul cel mare, a primit León
- Ordoño,al doilea fiu, a primit Galicia
- Fruela, al treile fiu, a primi Asturia.

Capitala regatului Leon de curând înființat s-a mutat de la Oviedo în orașul León  în anul 910, după moartea lui Alfonso al III-lea.
In 1139 s-a separat de León comitatul Portugaliei, devenind regatul independent al Portugaliei.
Mai târziu, în 1230 partea interioară, de est, a Leónului s-a alipit Regatului Castiliei.
Între anii 1296 - 1301 Regatul León a fost iarăși independent, iar după reunirea lui la Castilia  
a rămas ca entitate distinctă, dar parte a Spaniei unite, până în 1833.  
Prin decretul regal din 30 noiembrie 1833 regatul León a devenit una din regiunile Regatului Spaniei, fiind împărțit în provinciile León, Zamora și Salamanca. În anul 1978 aceste trei provincii ale regiunii León au fost incluse  împreună cu cele șase provincii ale regiunii istorice Castilia în Comunitatea Autonomă a Castiliei și Leónului.